# Ciclopecten
Ciclopecten is een monotypisch geslacht van tweekleppigen uit de  familie van de Pectinidae (mantelschelpen). 

## Soort
- Ciclopecten fluctuatus (Bavay, 1905)